# 服裝配飾
服裝配飾或服裝配件，是指与服装相搭配的事物。

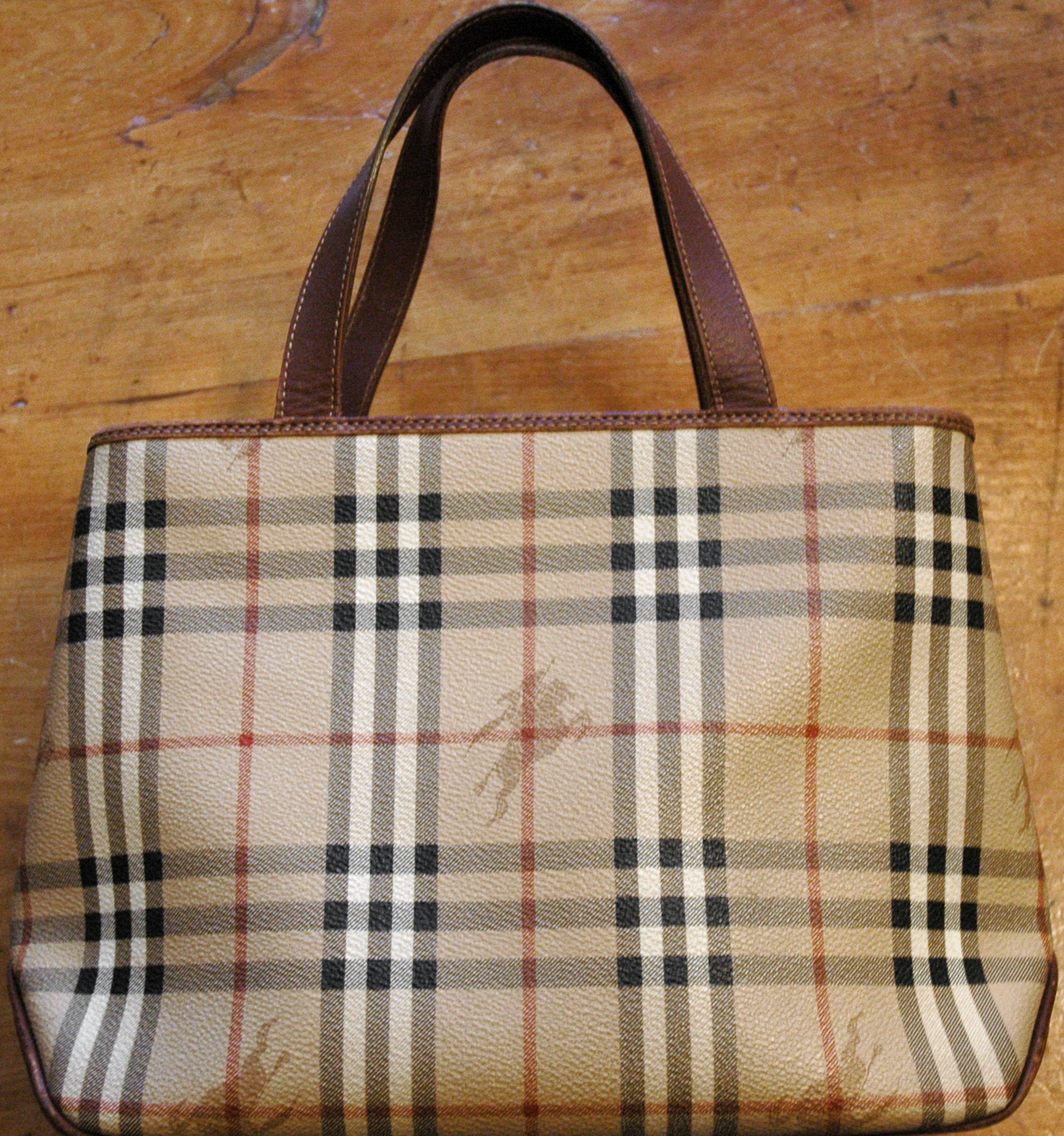
手提包

而時尚飾品是時裝的一種，主要為用作轉換不同形象，英語fashion accessory於19世紀開始使用。普遍的時尚飾品包括手袋、耳環、眼鏡、皮帶、手帶、首飾、口罩、面具等等，令時裝不再局限於衣服，開闊了其廣度。